# لیموترش (فیلم)
«لیموترش» (انگلیسی: Lemon (film)) فیلمی در ژانر کمدی رمانتیک است که در سال ۲۰۱۳ منتشر شد.